# 阿部信行
阿部 信行（あべ のぶゆき、1875年〈明治8年〉11月24日 - 1953年〈昭和28年〉9月7日）は、日本の陸軍軍人、政治家。
陸軍士官学校9期、陸軍大学校19期（恩賜）、陸軍大将。位階は正二位。勲等は勲一等。
予備役編入後、内閣総理大臣（第36代）、外務大臣（第59代）、翼賛政治会総裁（初代）、貴族院議員、朝鮮総督（第9代）を歴任した。

## 概説

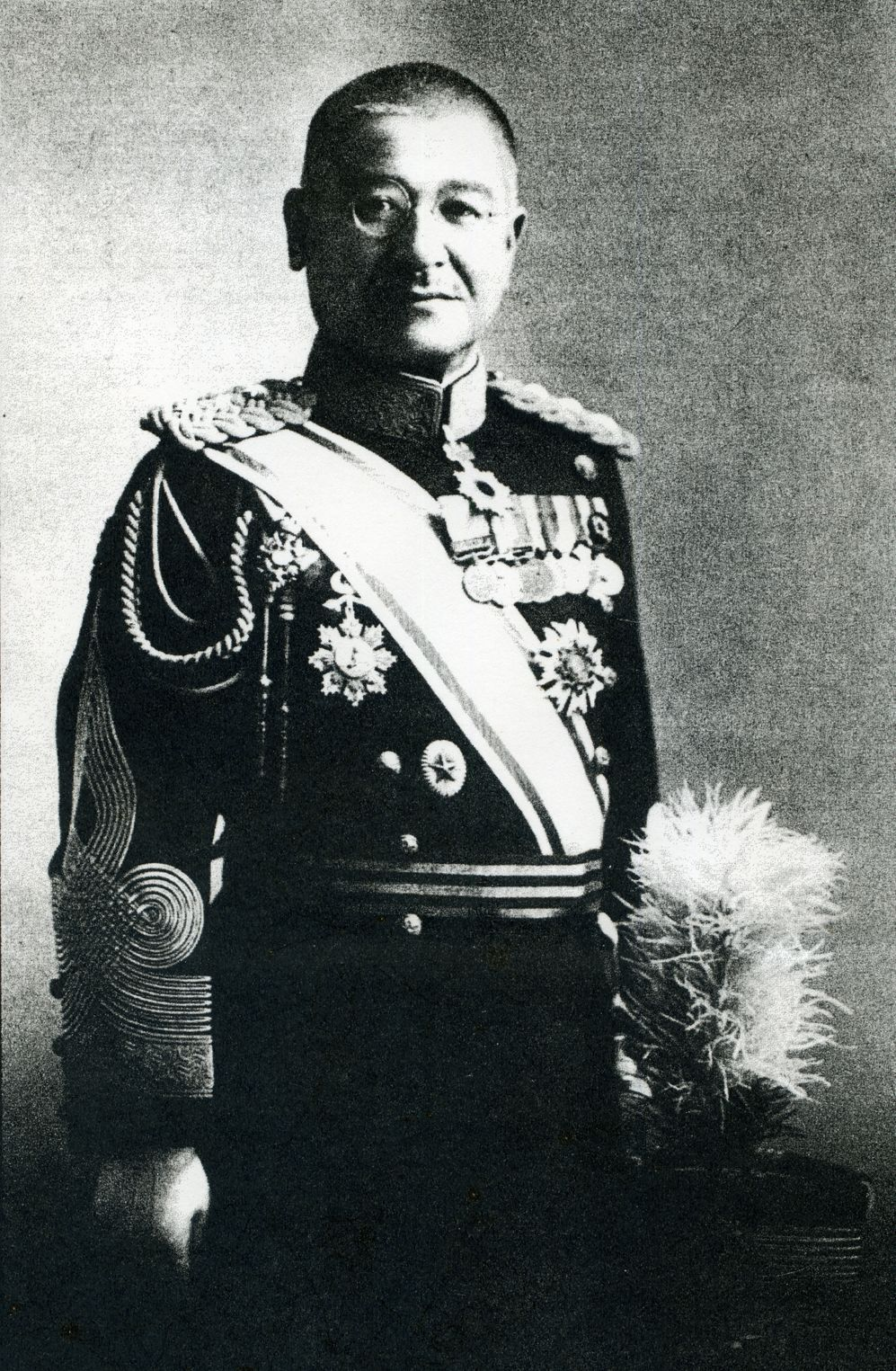
阿部信行の肖像写真

石川県金沢市生まれ。父は旧金沢藩士・阿部信満。東京府尋常中学校を経て、第四高等学校に進むも中退し、陸軍士官学校に進んで陸軍砲兵将校となる。陸軍少将として参謀本部総務部長、陸軍省軍務局長の要職を務め、陸軍中将として陸軍次官、第4師団長、台湾軍司令官を歴任して陸軍大将に親任された。ただし、武運に恵まれず金鵄勲章の拝受は行われていない。
軍事参議官に転じた後の1936年（昭和11年）3月、二・二六事件後に粛軍が行われることとなった。その際、阿部の発案により自身を含む軍事参議官の陸軍大将7人は予備役に編入されることになったが、大将に昇進してまだ日が浅い3名は除外されている。こうしてほとんどの陸軍大将が予備役に編入された際に阿部も予備役となる。
1937年（昭和12年）7月に盧溝橋事件が勃発するが、その翌8月に北支那方面軍司令部が編成されることを聞き及んだ阿部は、どうしても自分がその司令官になると動き出し、同期の松井石根が招集されて上海派遣軍司令官に補されるなかで、出征の準備を整えていたが叶わなかった。いたく不満に思った阿部は陸軍省を訪れて不満を訴え陸相の杉山元を困らせている。
1939年（昭和14年）6月には東亜同文会理事長に就任している。
同年8月30日に内閣総理大臣に就任した。当初は外務大臣を兼任であった。同郷者が多い阿部内閣は「阿部一族」とも「石川内閣」とも呼ばれ、また、畑俊六、伍堂卓雄、塩野季彦派の宮城長五郎の入閣などから当時の読売新聞紙上では「一中内閣」と持て囃された。阿部内閣発足の2日後、9月1日には第二次世界大戦が勃発した。阿部は、ドイツとの軍事同盟締結は米英との対立激化を招くとし、大戦への不介入方針を掲げた。しかし陸軍の反対もあり、翌1940年（昭和15年）1月15日に内閣総理大臣を辞した。
その後、1942年（昭和17年）4月30日に実施された翼賛選挙を前に結成された翼賛政治体制協議会の会長に就任。5月20日に結成された翼賛政治会でも引き続き会長を務めた。12月には東亜同文会副会長に就任する。
1942年（昭和17年）5月から1946年（昭和21年）2月まで貴族院議員を務めた。
1944年（昭和19年）7月に朝鮮総督に任じられる。同年10月19日、陸軍中尉（陸士56期）で空中勤務者であった二男・信弘が、爆装した搭乗機でニコバル諸島付近のイギリス艦隊に突入、22歳で戦死。これは陸軍が特別攻撃隊を編成する直前であったが、遡って特攻戦死と認定され、信弘は二階級特進して陸軍少佐となった。

一部からは軍事の将軍より処世の将軍と評されている。
1945年朝鮮総督として終戦を迎え、同年9月9日、朝鮮総督として降伏調印式に出席、9月12日に解任され、9月19日に朝鮮を発ち飛行機で日本に帰国後、A級戦犯容疑で逮捕されるが、極東国際軍事裁判（東京裁判）開廷直前になって突如起訴予定者のリストから外されたといわれており、同裁判を巡る謎の一つとされている。公職追放となり、1952年（昭和27年）追放解除される。翌1953年（昭和28年）死去。享年77。
死去にあたり杉並区下高井戸の自邸に、天皇・皇后より賜物使として侍従の徳川義寛が遣され、祭粢料と花を賜った。
死去時点で内閣総理大臣経験者としては最年長かつ最古参であった（1952年10月17日に岡田啓介が死去した時点より最年長かつ最古参となっていた。自身の死去に伴い戦前・戦中の内閣総理大臣経験者は全て鬼籍に入り、最年長は吉田茂、最古参は東久邇宮稔彦王となった）。墓所は大徳寺芳春院。

## 親類
- 妻：ミツ - 原知信（陸士旧2期、陸軍二等主計正 中佐相当官）の娘[2]。
- 長男：阿部信男 - 住友金属工業勤務。妻・由喜子は木戸幸一の長女[15]。
- 二男：阿部信弘 - 陸士56期、陸軍少佐（特攻戦死[8]。陸軍中尉から二階級特進[8]）[2]。
- 長女：和子 - 陸軍中将稲田正純の妻[16]。
- 次女：泰子 - 山口進六（山口鋭之助長男）の妻[15]
- 三女：寛子 - 尾崎作太郎の妻[15]
- 四女：恒子 - 古田芳徳（古田俊之助長男）の妻[15]
- 相婿：井上成美 - 海軍大将。阿部の妻・ミツ[2]の妹を娶る[17]。

## 年譜
- 1875年（明治8年）11月24日 生。

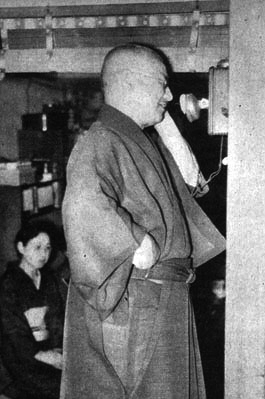
1939年（昭和14年）8月28日、組閣の大命が降下したことを電話で知らされた阿部

- 1895年（明治28年）12月 士官候補生（9期）となり、要塞砲兵第1連隊附。
- 1897年（明治30年）11月 陸軍士官学校を卒業。
- 1898年（明治31年）6月 陸軍砲兵少尉に任官。
- 1900年（明治33年）11月 砲兵中尉に進級。
- 1901年（明治34年）12月23日 陸軍砲工学校高等科卒業（9期[18]）。佐世保要塞砲兵連隊附。
- 1902年（明治35年）8月 陸軍大学校に入校（19期）。
- 1903年（明治36年）11月 陸軍砲兵大尉に進級。
- 1904年（明治37年）2月 日露戦争の開戦により、陸軍大学校を中退、長崎要塞副官。
- 1905年（明治38年）5月－1906年（明治39年）2月 日露戦争に出征。
- 1906年（明治39年）3月 陸軍大学校に復校。
- 1907年（明治40年）11月30日 陸軍大学校を卒業（19期、卒業席次3位。恩賜の軍刀を拝受）[19]。参謀本部出仕。
- 1908年（明治41年）12月 陸軍砲兵少佐に進級。参謀本部部員。
- 1909年（明治42年）9月 陸軍大学校教官。
- 1910年（明治43年）11月 ドイツ駐在。
- 1913年（大正2年）2月 オーストリア大使館附武官補佐官。
- 1914年（大正3年）1月 陸軍大学校教官。
- 1915年（大正4年）1月 元帥副官を兼任。
  - 2月 陸軍砲兵中佐に進級。
- 1918年（大正7年）7月 陸軍砲兵大佐に進級、野砲兵第3連隊長。
  - 8月－1919年（大正8年） シベリアに出征。
- 1920年（大正9年）8月 参謀本部課長。
- 1921年（大正10年）6月 陸軍大学校幹事。
- 1922年（大正11年）8月 陸軍少将に進級。
- 1923年（大正12年）8月 参謀本部総務部長。
  - 9月－11月 関東戒厳参謀長を兼任。
- 1926年（大正15年）7月 陸軍省軍務局長。
- 1927年（昭和2年）3月 陸軍中将に進級。
- 1928年（昭和3年）8月10日 陸軍次官。
- 1930年（昭和5年）6月－12月 陸軍大臣臨時代理。
- 1930年（昭和5年）12月 第4師団長に親補される。
- 1932年（昭和7年）1月 台湾軍司令官に親補される。
- 1933年（昭和8年）6月 陸軍大将に親任される。
  - 8月 軍事参議官に親補される。
- 1936年（昭和11年）3月 待命、予備役編入。
- 1939年（昭和14年）8月－1940年（昭和15年）1月 内閣総理大臣。
- 1940年（昭和15年）4月－12月 中華民国特派大使。
- 1942年（昭和17年）5月－1946年（昭和21年）2月 貴族院議員。
- 1944年（昭和19年）7月－1945年（昭和20年）9月 朝鮮総督。
- 1953年（昭和28年）9月7日 77歳で死去。

## 栄典
位階
- 1901年（明治34年）2月28日 - 従七位[20]
- 1909年（明治42年）3月1日 - 従六位[21]
- 1914年（大正3年）4月30日 - 正六位[22]
- 1918年（大正7年）8月30日 - 従五位[23]
- 1922年（大正11年）9月11日 - 正五位[24]
- 1927年（昭和2年）4月1日 - 従四位[25]
- 1930年（昭和5年）7月1日 - 従三位[26]
- 1933年（昭和8年）7月15日 - 正三位[27]
- 1940年（昭和15年）1月15日 - 従二位[28]
- 1953年（昭和28年）9月7日 - 正二位

勲章など
| 受章年                   | 略綬 | 勲章名         | 備考 |
| ------------------------ | ---- | -------------- | ---- |
| 1920年（大正9年）11月1日 |      | 戦捷記章       |      |
| 1927年（昭和2年）1月22日 |      | 勲二等瑞宝章   |      |
| 1930年（昭和5年）11月6日 |      | 勲一等瑞宝章   |      |
| 1930年（昭和5年）12月5日 |      | 帝都復興記念章 |      |
| 1934年（昭和9年）4月29日 |      | 旭日大綬章     |      |

外国勲章佩用允許
| 受章年                    | 国籍                         | 略綬 | 勲章名                               | 備考 |
| ------------------------- | ---------------------------- | ---- | ------------------------------------ | ---- |
| 1914年（大正3年）4月30日  | オーストリア＝ハンガリー帝国 |      | フランソアジョゼフ勲章コンマンドール |      |
| 1925年（大正14年）7月11日 | 支那共和国                   |      | 三等文虎勲章                         |      |
| 1943年（昭和18年）7月14日 | 中華民国                     |      | 特級同光勲章                         |      |

## 関連作品
映画
- 激動の昭和史 軍閥（1970年、演：岡泰正）